# Ernst Zündel
Ernst Christof Friedrich Zündel (* 24. dubna 1939 Bad Wildbad – 6. srpna 2017 Bad Wildbad) byl německý neonacistický publicista a prodejce nacistických předmětů. Za popírání holokaustu byl 15. února 2007 v Mannheimu odsouzen k maximálnímu možnému trestu pěti let vězení. Propuštěn byl 1. března 2010.
Byl několikrát vězněn za šíření nenávistné literatury. Jím založené nakladatelství vydalo knihy a pamflety jako například Hitler, jehož jsme milovali a proč (Zündelovo autorství tohoto titulu však nebylo prokázáno) a Zemřelo skutečně šest miliónů? (autorem je Brit Richard Verrall). Mnoho svých názorů publikoval pod pseudonymem Christof Friedrich. V roce 2005 byl deportován z Kanady do rodného Německa.

## Život
Zündel ve svých 19 letech emigroval 2. září 1958 ze západního Německa do Kanady, aby se vyhnul nástupu vojenské služby. Oženil se s Kanaďankou Janick Larouche, s níž měl v roce 1960 dva syny. V šedesátých letech se stal stoupencem kanadského fašisty Adriena Arcanda. V roce 1966 žádal o kanadské občanství, které mu podle deníku Toronto Sun (27. června, 1994) bylo bez udání důvodu zamítnuto. Manželství skončilo rozvodem v roce 1977, kdy se stal veřejně známým. Během roku 1978 pracoval jako novinář pro CBC (Canadian Broadcastng Company).
Zündel pracoval jako umělecký grafik a tiskař, několikrát dostal nabídku k ilustrování obálky časopisu Maclean's (největší kanadský zpravodajský týdeník). Jeho postoje k nacismu a židům nebyly v 60. a 70. letech příliš známy, protože Zündel začal publikovat své názory pod pseudonymem Christof Friedrich. Tento pseudonym během roku 1978 přijal jako součást svého jména.
Jako Christof Friedrich je také autorem několika publikací propagujících ideu, že UFO jsou ve skutečnosti tajnou zbraní nacistů a létají do Neuschwabenlandu v Antarktidě. UFO údajně monitoruje svět a je součástí tajného plánu na znovudobytí světa v blíže neurčený čas. Není jisté, zda tomuto opravdu věřil, nebo se jen snažil o vyvolání senzace, aby se stal známým a získal prostředky na své další projekty.
Roku 1977 založil malé nakladatelství Samisdat Publishers, které kromě jiných titulů vydalo knihu Did Six Million Really Die? (Zemřelo skutečně šest milionů?) (napsal Richard Verrall, britský neonacista, pod pseudonymem Richard Harwoods), kde je zpochybňován často udávaný počet 6 milionů Židů zabitých v koncentračních táborech.
V sedmdesátých letech se také setkal s mnoha dalšími vedoucími organizací zpochybňujících holocaust. Příkladem budiž Thies Christophersen, jehož publikaci Osvětimská lež Zündel přeložil do angličtiny a taktéž vydal.
Dne 24. října 1993 se Zündel podruhé pokoušel dostat kanadské občanství. V roce 1997 se podruhé oženil, ale jeho manželství skončilo rozvodem po 18 měsících.
V roce 2000, před dokončením vyšetřování kanadským výborem pro lidská práva, uprchl do USA, kde se potřetí oženil.
Od roku 1994 byly Züdelovy názory propagovány i na internetu. Protože zpochybňování holocaustu je v Kanadě trestné, stránka byla umístěna v USA. Stará se o ni třetí Züdelova manželka Ingrid Zündel-Rimlandová. Logo tohoto webu připomínako nacistickou vlajku, jen hákový kříž byl nahrazen stylizovaným Z.

### Smrt
Zündel zemřel v rodnéím Německu na infarkt 5. srpna 2017. Přežily ho jeho dvě děti a manželka Ingrid, která zemřela 12. října 2017.

## Uvěznění
V roce 2003 byl v USA zatčen pro porušení imigračních zákonů a deportován do Kanady. To i přes to, že je německým občanem a jeho povolení k trvalému pobytu v Kanadě kvůli jeho dlouhodobé nepřítomnosti propadlo.
Zündel zůstal dva roky v kanadském vězení. Bylo využito části kanadského imigračního zákona, která umožňuje ministru spravedlnosti s imigračním ministrem internovat a deportovat cizí státní příslušníky, kteří představují bezpečnostní hrozbu pro Kanadu. Jejich zdůvodněný návrh musí podle tohoto zákona potvrdit federální soud, což se stalo. V tomto případě bylo uvěznění zdůvodněno Zündelovými těsnými vazbami na násilnické neonacistické skupiny.
V témže roce, 2003, na něj vydalo Německo zatykač za „štvaní lidu“ (Volksverhetzung), což je zákon, kterým německé právo postihuje trestný čin podněcování národnostní nenávisti, propagaci totality, včetně popírání holocaustu.
Zündel se v Kanadě bránil svému vydání do Německa, kde byl a je soudně stíhán (pro „štvaní lidu“). Žádal o statut politického uprchlíka. V únoru 2005 kanadský soud rozhodl o možnosti jeho vydání a Zündel byl 1. března 2005 dopraven do Německa.

## Soud
Státní prokuratura v Mannheimu Ernesta Zündela 19. července 2005 obžalovala před zemským soudem v Mannheimu ze systematického popírání holocaustu a antisemitského štvaní v celkem 14 případech. Dne 8. listopadu 2005 byl první den procesu, který skončil malou aférou: Zündelova obhájkyně Sylvia Stolzová, která se ve svém spisu obhajoby velice sporně vyjádřila o holocaustu a dalších bodech obžaloby a proti níž se z tohoto důvodu vede vyšetřování, byla soudcem vyloučena z procesu; takzvaný asistent obhajoby, advokát a známý pravicový extremista Horst Mahler, který byl odsouzen k zákazu činnosti (Berufsverbot), byl z účasti rovněž vyloučen, protože jeho účast by byla trestným činem. Odvolání proti těmto rozhodnutím byla zamítnuta.
Pokračování procesu se uskutečnilo 9. února 2006 před nadřízeným Vrchním zemským soudem v Karlsruhe; 31. března 2006 bylo vyloučení Zündelovy obhájkyně z konání potvrzeno, protože dle názoru soudu zneužila svých práv a možností k sabotování soudního řízení svým chováním, které je soudnímu řízení cizí, a dále skutečností, že přes zákaz vyjadřování rozšiřovala během jednání prohlášení s částečně nacistickým obsahem. Znalci německého trestního práva toto označují jako novum v dějinách práva v Německu.
Soud skončil 15. února 2007 vynesením rozsudku pěti let vězení (nejvyšší trest pro „štvaní lidu“). Zároveň soud zamítl započítání dosavadní dvouroční vazby a možnost obvyklého předčasného omilostnění po vykonání dvou třetin trestu.